# Ulfuls

Logo du groupe Ulfuls

Ulfuls (ウルフルズ, Urufuruzu) est un groupe de rock japonais originaire d'Ôsaka créé en 1988 et qui signe son premier album chez EMI en 1992. Le groupe est composé de Tortoise Matsumoto (leader et chant), Ulful Keisuke (guitare), John B. Chopper (basse) et Sankon Jr. à la batterie.

## Discography

### Singles
- Yabure Kabure
- Makamaka Bunbun
- Yo No Naka Wonderful
- Shakkin Daiô
- Suttobasu
- Tokoton De Ikô! (maxi)
- Ôsaka Strut - Part II (maxi)
- Sun Sun Sun '95 (maxi)
- Gattsu Da Ze!!
- バンザイ〜好きでよかった〜 (Banzai "Suki De Yokatta")
- Boogie Woogie '96 (maxi)
- Sora
- Commesong No.1 (édition limitée)
- Sore Ga Kotae Da!
- Kawaii Hito
- Siawase Desu Ka
- Makase Nasai
- Asobô
- Young Soul Dynamite (maxi)
- Yume (maxi)
- 明日があるさ (Ashita Ga Aru Sa)
- Naniwa Genome
- Gamushara "Atsuku Nare" / Jiken Da! (maxi)
- Waraereba (maxi)
- ええねん (Eenen)
- Baka Survivor
- Abaredasu
- サムライソウル (Samurai Soul)
- Naketekuru

### Albums
- Bakuhatsu On Parade
- Suttobasu
- バンザイ　(Banzai)
- Ulfuls Box (vinyle édition limitée)
- Let's Go
- Thank You For The Music
- Stupid & Honest
- Trophy
- Best Da Ze!!
- ウルフルズ　(Ulfuls)
- Ulfuls 10 Shûnen 5 Jikan Live!!
- ええねん　(Eenen)
- 9 'Nine'
- YOU
- Best Yanen
- Keep On, Move On

### Virtual Albums
- iTunes Originals - Ulfuls (uniquement au Japon)

### VHS/DVD
- Ulful V (Ulfuls DVD)
- Ulful V Jû
- Live In Japan
- Ai Yue Ni Aa, Au Yue Ni Bakuhatsu!!
- Ulfuls Ga Yatte Kureru Yassa! Yassa! Yassa!
- Ashita Ga Aru Sa "Kaze Fukeba Shoshikantetsu" (DVD Single)
- Ulfuls Ga Yatte Kureru Yassa! Yassa! Yassassa!
- Tsû Tsû Ura Ura
- Eenen Osakan Graffiti
- Ulfuls au Budôkan